# Бычков, Виктор Андреевич
Ви́ктор Андре́евич Бычко́в (род. 14 января 1938, Москва) — советский легкоатлет, специалист по бегу на короткие дистанции. Выступал за сборную СССР по лёгкой атлетике в первой половине 1960-х годов, победитель и призёр первенств национального значения, участник летних Олимпийских игр в Токио. Представлял Москву и Вооружённые силы.

## Биография
Виктор Бычков родился 14 января 1938 года в Москве.
Впервые заявил о себе на всесоюзном уровне в сезоне 1961 года, когда в составе команды Азербайджанской ССР выиграл бронзовую медаль в эстафете 4 × 100 метров на чемпионате СССР в Тбилиси.
В 1962 году стал бронзовым призёром в дисциплине 400 метров на чемпионате СССР в Москве. Попав в основной состав советской национальной сборной, выступил на чемпионате Европы в Белграде, где участвовал в индивидуальном беге на 400 метров и в программе эстафеты 4 × 400 метров.
В 1963 году на чемпионате страны в рамках III летней Спартакиады народов СССР в Москве с московской командой стал серебряным призёром в эстафете 4 × 400 метров.
На чемпионате СССР 1964 года в Киеве, представляя Вооружённые силы, одержал победу в беге на 400 метров и в эстафете 4 × 400 метров. Благодаря этому удачному выступлению удостоился права защищать честь страны на летних Олимпийских играх в Токио — в беге на 400 метров дошёл до стадии четвертьфиналов, тогда как в эстафете 4 × 400 метров занял итоговое седьмое место.
После токийской Олимпиады Бычков ещё в течение некоторого времени оставался действующим спортсменом и продолжал принимать участие в различных всесоюзных турнирах. Так, в 1965 году он добавил в послужной список бронзовые награды, полученные в эстафете 4 × 400 метров на чемпионате СССР в Алма-Ате и на Кубке Европы в Штутгарте.
В 1966 году на чемпионате СССР по эстафетному бегу в Ленинакане стал серебряным призёром в эстафете 4 × 400 метров.